# 临高角灯塔
临高角灯塔，位于中华人民共和国海南省临高县临城镇昌拱村临高角海边。为临高县的一个全国重点文物保护单位，类型为近现代重要史迹及代表性建筑，公布时间为2013年3月5日。
临高角灯塔的历史年代为清代。